# Edward William Godwin
Edward William Godwin (Bristol, 26 de mayo de 1833-Londres, 6 de octubre de 1886) fue un arquitecto y diseñador británico. Miembro del movimiento esteticista, fue uno de los adalides de la reforma en el vestir, por lo que Oscar Wilde lo nombró como «el más grande de los estetas».

## Biografía

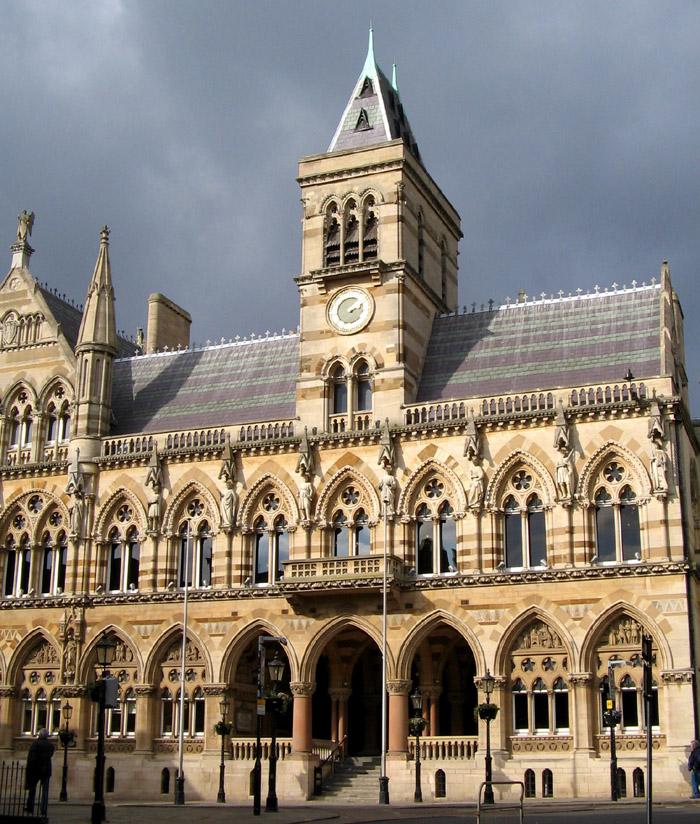
Northampton Guildhall (1861–1864)

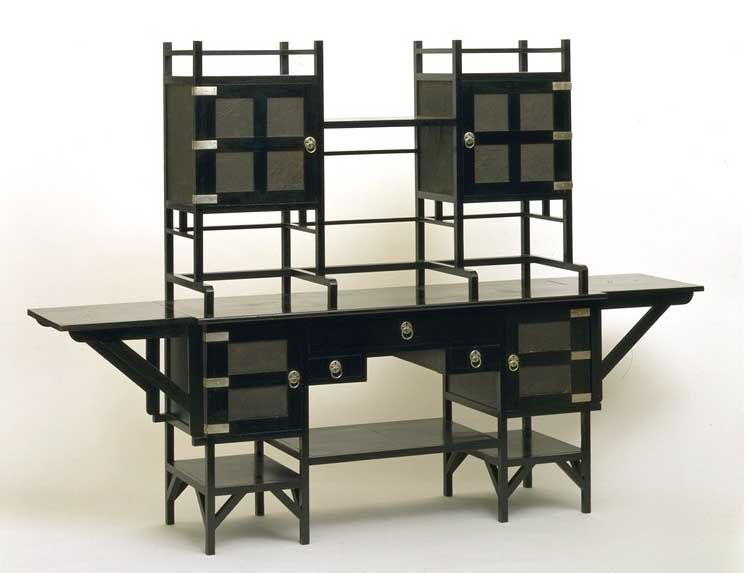
Aparador (1867-1870), Victoria and Albert Museum, Londres

Se inició como arquitecto dentro del estilo neogótico de moda en el momento, en el que construyó entre 1861 y 1864 el edificio Guildhall en Northampton. En 1862 recibió la influencia del arte japonés, que le inspiró para iniciar un nuevo estilo —principalmente en mobiliario— denominado «anglo-japonés». También puso de moda un revival del estilo Reina Ana del siglo XVIII. Diseñó así su propia casa en Bristol, con esteras en los suelos, estampas japonesas en las paredes y pocos y sencillos muebles de aire dieciochesco.
Desde 1868 se dedicó menos a la arquitectura y se centró en su faceta de diseñador, principalmente en mobiliario, papeles pintados, alfombras, tejidos y objetos de ajuar doméstico. En los años 1870 fue uno de los líderes del movimiento esteticista. Entre 1877 y 1878 construyó y diseñó la casa de James Abbott McNeill Whistler en Chelsea, llamada White House. Con Whistler diseñó también la «suite Butterfly» para la Exposición Universal de París de 1878. En 1884 decoró también la casa de Oscar Wilde de Tite Street (Chelsea).
Los diseños de Godwin se encuentran entre el historicismo y el movimiento Arts & Crafts. Su estilo «anglo-japonés» solo lo era de nombre, ya poco tiene de la esencia del arte japonés. Su material preferido era la madera ebonizada, por lo general en listones de sección cuadrada de gran regularidad, por lo que resultaban bastante aptos para la producción industrial. El éxito de su estilo radica en la sencillez de las formas, la ligereza de los materiales, la regularidad de las proporciones y la sutileza de contrastes entre masas y huecos. Una buena muestra de su obra se encuentra en el Victoria and Albert Museum de Londres.